# Корзо Монченизио (Торино)
Корзо Монченизио је насеље у Италији у округу Торино, региону Пијемонт.
Према процени из 2011. у насељу је живело 143 становника. Насеље се налази на надморској висини од 330 м.